# Sham 69
Sham 69 – grupa założona w miasteczku Hersham, koło Londynu w roku 1976. Pierwszy skład tworzyli: Jimmy Pursey (wokal), Dave Parsons (gitara), Dave Tregenna (gitara basowa), Mark Cain (perkusja). Wokalista Jimmy Pursey uważał się za orędownika mas, twierdził, że zespół, który założył, gra „czysty, szczery, pełen energii rock'n'roll bezrobotnych”. Śpiewając o codziennych problemach wzywał do pojednania i zjednoczenia się załóg punków, skinheadów i modsów. Zespołowi zawsze towarzyszyła wierna grupa fanów, która przybrała nazwę „Sham Army”. Zespół uważany początkowo za bezkompromisowy i głęboko zaangażowany, z czasem stracił siłę wyrazu i pozycję „sumienia” sceny street punk.
Zespół debiutował w 1977 roku singlem „Ulster”/„Red London”/„I Don't Wanna”, wyprodukowanym w firmie płytowej Step Forward. W następnym roku wydali singel „Borstal Breakout” przechodząc ze Step Forward do Polydoru. W latach 1980–1987 działalność zespołu była zawieszona. Członkowie zespołu zagrali w tym czasie w filmie „Rough Cut and Ready Dubbed”. W czasie zawieszenia działalności Jimmy Pursey nagrał solo 4 płyty, zaś pozostali członkowie zespołu grywali w innych kapelach (m.in.: The Lords of the New Church, Wanderers).
Zespół reaktywował się po siedmioletniej przerwie w składzie: Jimmy Pursey (wokal), Dave Parsons (gitara), Andy Price (gitara basowa), Tony Bic (klawisze) i Ian Whitewood (perkusja).

## Dyskografia
Albumy
- „Tell Us the Truth” (1978)
- „That's Life” (1978)
- „The Adventures of Hersham Boys” (1979)
- „The Game” (1980)
- „Volunteer” (1988)
- „Information Libre” (1992)
- „King & Queens” (1993)
- „BBC Radio 1: Live in concert” (1993)
- „Soapy Water & Mr Marmalade” (1995)
- „The A-Files” (1997)
- „Direcy Action: Day 21” (2001)
- „Hollywood Hero” (2007)
- „Who killed Joe Public” (2010)

Single
- „I Don't Wanna” (1977)
- „Song of the Street” (1977)
- „Borstal Breakout” (1978)
- „Angels With Dirty Faces” (1978)
- „Hurry Up Harry” (1978)
- „Questions and Answers” (1979)
- „Hersham Boys” (1979)
- „You're a Better Man Than I” (1979)
- „Tell the Children” (1980)
- „Unite and Win” (1980)
- „Angels with Dirty Faces” (1982)
- „Rip and Tear” (1987)
- „Ban The Gun” (1987)
- „Outside the Warehouse” (1988)
- „That's Live” (1988)
- „The Early Years Live” (1991)
- „M25” (1992)
- „Uptown” (1992)
- „Action Time Vision” (1993)
- „Girlfriend” (1995)
- „Punk Fiction” (1997)

Składanki i albumy koncertowe
- „The First The Best The Last” (1980)
- „Live and Loud” (1987)
- „The Complete Sham 69 Live” (1989)
- „The Best of & The Rest of Sham 69 Live” (1989)
- „Live at the Roxy” (1990)
- „Live at CBGB's” (1991)
- „Rare and Unreleased” (1991)
- „Live and Loud Volume 2” (1991)
- „Live in Japan” (1993)
- „Sham's Last Stand” (1993)
- „Best of Sham 69” (1995)
- „Sham 69 Live” (1995)
- „United Live” (1996)
- „Punk Singles Collection 1977-80” (1998)
- „The Masters” (1998)
- „Green Eggs and Sham” (1999)
- „Live in Italy” (1999)
- „Hersham Boys in Concert DVD” (2003)
- „At the BBC” (2003)